# لوچیلا آگوستی
لوچیلا آگوستی (ایتالیایی: Lucilla Agosti؛ زادهٔ ۸ سپتامبر ۱۹۷۸) بازیگر و مجری اهل ایتالیا است. وی از سال ۲۰۰۰ میلادی تاکنون مشغول فعالیت بوده‌است.
از فیلم‌ها یا مجموعه‌های تلویزیونی که وی در آن‌ها نقش داشته‌است، می‌توان به برداشت نخست خوب، حوزه استحفاظی و تاجر سنگ اشاره نمود.